# La Vendelée
La Vendelée ist eine französische Gemeinde mit 468 Einwohnern (Stand: 1. Januar 2022) im Département Manche in der Region Normandie (vor 2016 Basse-Normandie). Die Gemeinde gehört zum Arrondissement Coutances und zum Kanton Coutances. Die Einwohner werden Vendeléens genannt.

## Geographie
La Vendelée liegt nahe der Atlantikküste auf der Halbinsel Cotentin, etwa vier Kilometer nordnordwestlich von Coutances am Ay. Umgeben wird La Vendelée von den Nachbargemeinden Gouville-sur-Mer (mit Servigny) im Norden und Nordwesten, Saint-Sauveur-Villages (mit Ancteville) im Norden, Monthuchon im Osten, Gratot im Süden und Südwesten sowie Brainville im Westen.

## Bevölkerungsentwicklung
| Jahr      | 1962 | 1968 | 1975 | 1982 | 1990 | 1999 | 2006 | 2018 |
| --------- | ---- | ---- | ---- | ---- | ---- | ---- | ---- | ---- |
| Einwohner | 274  | 242  | 254  | 324  | 359  | 374  | 403  | 472  |

Quelle: INSEE

## Sehenswürdigkeiten

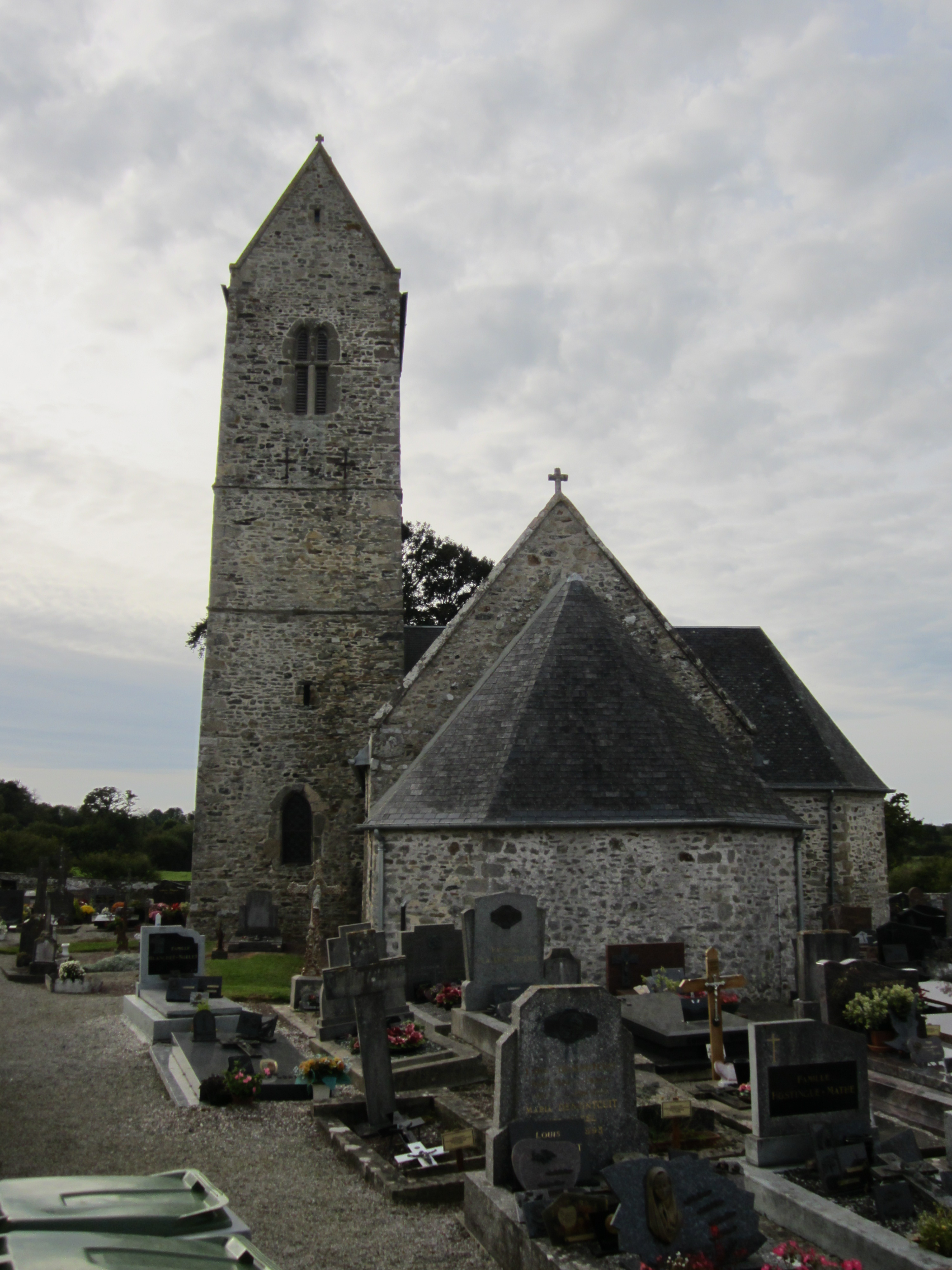
Kirche Saint-Sébastien

- Kirche Saint-Sébastien aus dem 15. Jahrhundert